# Johann Ernst II. (Sachsen-Weimar)

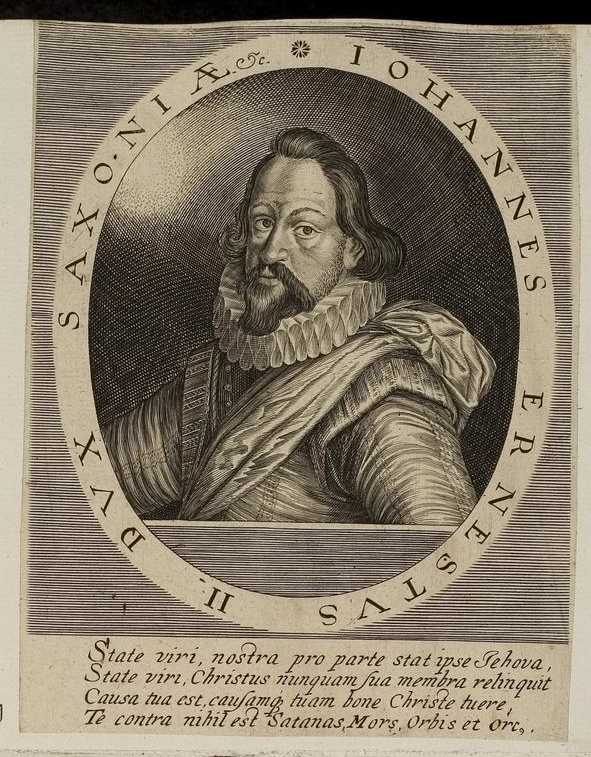
Johann Ernst II.

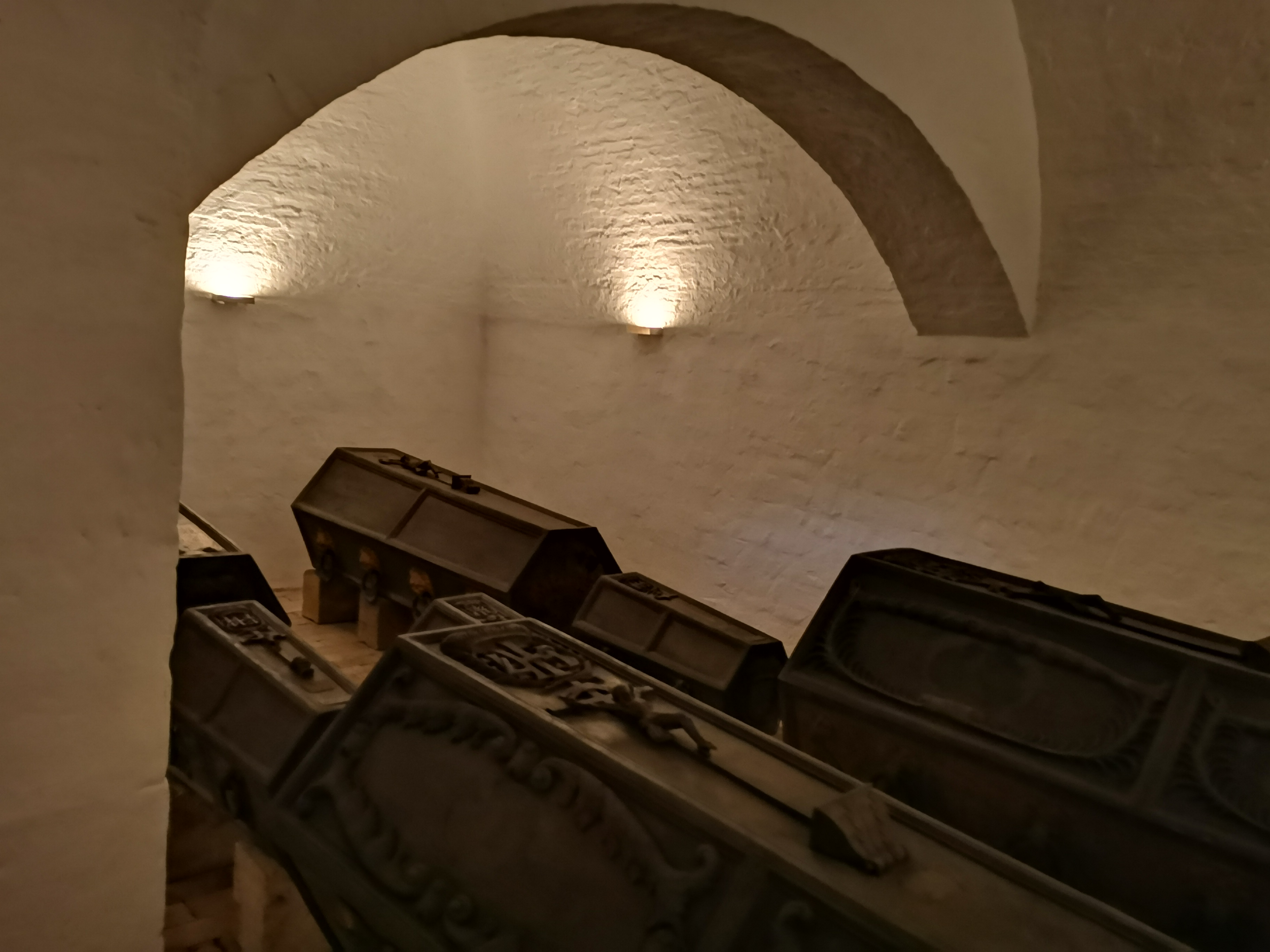
Sarg von Johann Ernst II. (vorn rechts) und seiner Gattin Christiana Elisabetha (vorn links)

Johann Ernst II. (* 11. September 1627 in Weimar; † 15. Mai 1683 ebenda) war Herzog von Sachsen-Weimar. Er stammte aus der ernestinischen Linie des Hauses Wettin.

## Leben
Johann Ernst II. war ein Sohn des Herzogs Wilhelm von Sachsen-Weimar (1598–1662) aus dessen Ehe mit Eleonore Dorothea (1602–1664), Tochter des Fürsten Johann Georg I. von Anhalt-Dessau. Johann Ernst wurde in den Zeiten des Dreißigjährigen Krieges nur dürftig ausgebildet. Später besuchte er die Universität Jena und unternahm seine Kavalierstour nach Italien und Frankreich.
Am 14. August 1656 heiratete Johann Ernst in Weimar Christiana Elisabetha (1638–1679), geborene Prinzessin von Schleswig-Holstein-Sonderburg, Tochter des Herzogs Johann Christian von Schleswig-Holstein-Sonderburg. Um seinen Haushalt zu unterhalten, erhielt Johann Ernst, nachdem einige Kinder in der Ehe geboren worden waren, das Amt Oldisleben. Von seinem Vater in die Regierungsarbeit einbezogen, beaufsichtigte er das Jagd- und Forstwesen im Herzogtum.
Nach dem Tod seines Vaters wurde er regierender Herzog. Vier Wochen nach dem Tod des Vaters verglich sich Johann Ernst II. mit seinen Brüdern über die Nutzung und Regierung des Landes. Unter seinem Vorsitz (Direktorium) mit einigen Vorrechten führten sie eine gemeinsame Regierung. Trotzdem genossen die Brüder in ihren zugesprochenen Ämtern weitreichende Herrschaftskompetenzen und unterhielten eigene Residenzen. Johann Ernst II. behielt Weimar, sein Bruder Adolf Wilhelm erhielt die Ämter Wartburg und Clemda von Sachsen-Eisenach, Johann Georg I. erhielt die Ämter Creuzburg und Crayenburg von Sachsen-Eisenach, sein anderer Bruder Bernhard erhielt Sachsen-Jena. Nach dem Erlöschen des Älteren Hauses Sachsen-Altenburg im Jahr 1672 kam es zum Streit mit Sachsen-Gotha um das Erbe, wobei er ungefähr ein Viertel des Landes für Sachsen-Weimar erwerben konnte. Danach verglich er sich auch mit seinen verbleibenden Brüdern Bernhard und Johann Georg und es kam zur Teilung des Herzogtum in die Herzogtümer Sachsen-Weimar, Sachsen-Jena und Sachsen-Eisenach. Ab 1675 bis zu seinem Tod war er der Senior der Ernestiner.
Während sein Vater, Wilhelm IV., besonders auch auf kulturellem Gebiet Bedeutendes leistete (vgl. Fruchtbringende Gesellschaft), gab sich Johann Ernst II. nur seiner Jagdleidenschaft hin und überließ auch die Regierung seines Landes zum großen Teil seinem Kanzler. Nach einem Sturz vom Pferd 1680 war eines seiner Beine gelähmt, er starb drei Jahre später an Wassersucht. Er wurde auf dem Historischen Friedhof Weimar in der Fürstengruft beigesetzt.

## Nachkommen
Aus seiner Ehe hatte Johann Ernst II. folgende Kinder:
- Anna Dorothea (1657–1704), Äbtissin des Reichsstifts Quedlinburg
- Wilhelmine Christiane (1658–1712)

⚭ 1684 Fürst Christian Wilhelm von Schwarzburg-Sondershausen (1647–1721)
- Eleonore Sophie (1660–1687)

⚭ 1684 Herzog Philipp von Sachsen-Merseburg (1657–1690)
- Wilhelm Ernst (1662–1728), Herzog von Sachsen-Weimar

⚭ 1683 (gesch. 1690) Prinzessin Charlotte Marie von Sachsen-Jena (1669–1703)
- Johann Ernst III. (1664–1707), Herzog von Sachsen-Weimar

⚭ 1. 1685 Prinzessin Sophie Auguste von Anhalt–Zerbst (1663–1694)
⚭ 2. 1694 Prinzessin Charlotte von Hessen-Homburg (1672–1738)